# 自動書寫
自動書寫（英語：Automatic writing），一種心靈能力，在無意識狀態下，一個人可以自動寫出某些書面內容。相信者認為書寫者的手是自動寫出某些訊息，但是這些內容不是書寫者本人故意去寫出的。在某些狀況下，書寫者是陷入無意識狀態。但是也有書寫者自認意識清楚，但是他的手部受到某種外力影響而寫出非他本人想寫出的訊息。科學界認為是一種自我暗示作用。

## 歷史
威廉·巴特勒·葉慈的英國妻子喬治‧海德－李（Georgie Hyde-Lees）聲稱她可以自動書寫。

## 作品
以下為聲稱透過自動書寫而完成的書本：
- 與神對話